# Samtgemeinde Oderwald
De Samtgemeinde Oderwald is een Samtgemeinde in de Duitse deelstaat Nedersaksen. Het is een samenwerkingsverband van zes kleinere gemeenten in het Landkreis Wolfenbüttel. Het bestuur is gevestigd in Börßum.

## Deelnemende gemeenten
- Börßum
- Cramme
- Dorstadt
- Flöthe
- Heiningen
- Ohrum

Baddeckenstedt · 
Börßum · 
Burgdorf · 
Cramme · 
Cremlingen · 
Dahlum · 
Denkte · 
Dettum · 
Dorstadt · 
Elbe · 
Erkerode · 
Evessen · 
Flöthe · 
Haverlah · 
Hedeper · 
Heere · 
Heiningen · 
Kissenbrück · 
Kneitlingen · 
Ohrum · 
Remlingen-Semmenstedt · 
Roklum · 
Schladen-Werla · 
Schöppenstedt · 
Sehlde · 
Sickte · 
Uehrde · 
Vahlberg · 
Veltheim (Ohe) · 
Winnigstedt · 
Wittmar · 
Wolfenbüttel